# Fästmön från Afrika
Fästmön från Afrika (även Kalle Anka och strutsen) (engelska: Donald's Ostrich) är en amerikansk animerad med kortfilm med Kalle Anka från 1937.

## Handling
Kalle Anka är ansvarig för bagaget på en liten järnvägsstation. Bland alla väskor finns en struts vid namn Hortensia som äter upp allt hon ser, även det som inte är mat. Bland det hon äter upp är ett dragspel, en väckarklocka och några ballonger. Efter måltiden drabbas hon av hicka.

## Om filmen
Filmen hade svensk premiär den 31 januari 1938 på biografen Spegeln i Stockholm och visades som förfilm till långfilmen Dagen efter (engelska: Breakfast for Two) med Barbara Stanwyck i huvudrollen.
Filmen har givits ut på VHS och finns dubbad till svenska.

## Rollista (i urval)
- Clarence Nash – Kalle Anka
- Pinto Colvig – strutsen Hortensia
- Elvia Allman – röst i radio
- Billy Bletcher – röst i radio[5]